# ゲキトウ
『ゲキトウ』は、島本和彦による日本の漫画作品。『イブニング』（講談社）にて連載された。『月刊少年キャプテン』（徳間書店）に連載された、『逆境ナイン』の続編に当たる。

## 概要

### 単行本
連載中に1巻が販売されたが売り上げが芳しくないことから連載終了が決定、単行本を刊行するにはページ数が少ないものの物語の区切りがいいところで終了したため2巻が発売されなかった。
2010年3月13日に、徳間書店より未収録分を含めた完全版が発売された。

### 略称
前作『逆境ナイン』が「Gyakkyou（ギャッキョウ）9（ナイン）」で「GK9」と略されているのに対し、本作は「Geki（ゲキ）10（トウ）」で「GK10」となっている。「GK10」の略称は、単行本表紙などで確認できる。

## あらすじ
『逆境ナイン』の後、主人公の不屈闘志はプロ野球選手となったが怪我で引退する。プロ野球界へカムバックするため全球団合同のトライアウトに挑戦する。だが、球団の資金が少ないため形式的なトライアウトと考えており、どんな凄い奴が来ようとも、どの球団も採用するつもりは無かった。トライアウトに合格するため、不屈がさまざまな試練を乗り越えて行く姿を描いた作品。

## 登場人物
不屈闘志
『逆境ナイン』後、不屈はプロ野球選手（ヨーグル・ストローズ選手）になっていた。だが、チームが無茶な起用をし続けたため腕を痛めてしまう。優勝のかかった試合前に、腕を痛めているにもかかわらず、それでも投げると意地を張る不屈の姿をみかねた女子アナから「あなたの腕は既に壊れている」と諭され、試合から逃げ出してしまう。
現在は、その女性アナと結婚して子供がいたが、プロ野球に戻るため入団テストを受ける。
髪型が前作と異なっている。前作では癖のある短髪から坊主頭だったが、今作ではスキンヘッドに変更されている。
月田明子
『逆境ナイン』の登場人物。現在は、デリバリースポーツ新聞の記者となっている。
不屈魂士
母親とともにトライアウトを観に来るが、ずっと携帯ゲーム機で『ボンバーマン』をしている。
不屈唯
旧姓不明。10年前に、不屈を連れて逃げ出した局アナ。
南無三蔵
1935年6月生まれ。元ヨーグル・ストローズ監督。不屈が「無理」と言えないため、シーズン中異常なほど起用し、15年ぶりの優勝を成し遂げる。
ヨーグルの後、万神タイマーズなどの監督もつとめ、現在はジラックス（ノンプロ）の監督をやっている。
児玉勝利
元ヨーグル・ストローズ投手コーチ。
古茶
元ヨーグル・ストローズのキャッチャー。冷静な判断で、逃亡する不屈を後押しする。
風巻凱介
14年前にひじを壊したため、10年前のシーズンではほとんど起用されずにいた選手。不屈にパルスを共鳴され、優勝投手となる。
アーサー・ヒルバン
プロ野球球団監督。モデルは当時ファイターズ監督を勤めていたトレイ・ヒルマン。名前は朝も昼も夜も練習する（練習させる）ことから、アーサー（朝）・ヒルバン（昼晩）と命名された。
『ファイターズマガジン』掲載の島本のコメントでは、北海道日本ハムファイターズをモデルにした球団の監督であり、後に不屈を入団させる構想があった。